# Cella primitiva

Esempio di reticolo cristallino (in alto) e sua cella unitaria (in basso).

La cella primitiva (o elementare) di un reticolo è definita come il volume che traslato attraverso i vettori che generano il reticolo riempie tutto lo spazio. La cella primitiva è la figura composta da vettori base che contiene un solo punto del reticolo.
In fisica dello stato solido la cella primitiva è la più piccola parte del solido cristallino che, ripetuta nello spazio attraverso traslazioni di tutti i vettori del reticolo di Bravais, forma l'intero cristallo..

## Definizione
La cella unitaria è l'unità più piccola di un minerale che possiede ancora le proprietà caratteristiche del minerale stesso. 
Questi atomi (tipicamente da quattro a 1000) hanno una posizione reciprocamente definita. Gli atomi, infatti, sono organizzati in "celle" con i lati paralleli denominate celle unitarie, la cui semplice ripetizione crea un cristallo.
Gli atomi possono essere sugli angoli, sui lati o sulle facce o anche all'interno della cella, e tutte le celle del cristallo sono identiche. Questo è quello che si chiama una "organizzazione interna ordinata", è specifica di ciascun minerale e determina le proprietà del cristallo.
La cella primitiva è un volume di spazio che se traslato attraverso i vettori del reticolo di Bravais riempie completamente tutto lo spazio. Possono essere operate differenti scelte dei tre vettori generatori del reticolo, e quindi esistono diverse possibili celle primitive. Nel caso tali vettori siano ortogonali, la cella primitiva è il parallelepipedo formato da tali vettori. Nel caso la cella primitiva assuma una forma complessa, per conservare la simmetria si introduce la cella unitaria, un multiplo della cella primitiva che possiede le proprietà di simmetria del reticolo.

Costruzione della cella di Wigner-Seitz per un reticolo di Bravais esagonale (bidimensionale)

## La cella di Wigner-Seitz
La cella di Wigner-Seitz è la cella primitiva che mantiene la simmetria del reticolo di Bravais. Essa caratterizza i cristalli, che hanno una struttura simmetrica per traslazione, rotazione e riflessione. Il solido cristallino è infatti un insieme di punti, generalmente occupati da un atomo o da una molecola, che si estende all'infinito nello spazio con una periodicità definita.
Una volta definiti tre vettori non complanari, detti vettori delle traslazioni fondamentali o generatori del reticolo, {\displaystyle \mathbf {a_{1}} ,\mathbf {a_{2}} ,\mathbf {a_{3}} ,}, è possibile definire i punti o nodi dell'intero reticolo di Bravais con la formula:
{\displaystyle \mathbf {n} =\sum _{i=1}^{3}n_{i}\mathbf {a_{i}} }
dove
{\displaystyle n_{i}=0,\pm 1,\pm 2,...etc}